# Антоніо Альбанезе
Антоніо Альбанезе (італ. Antonio Albanese; нар. 10 жовтня 1964 року) — італійський комедійний актор, режисер, сценарист.

## Біографія
Народився 10 жовтня 1964 року в Олджінате, Лекко, Італія.
Закінчив Школу драматичного мистецтва в Мілані (1991).
З 1991 року — актор театру «Зеліґ» в Мілані.
У 1992 році брав участь в різних популярних комік-шоу: Мауріціо Констанцо, Паоло Россі «Su la testa!».
Неймовірний глядацький успіх прийшов після шоу «Mai dire gol», у якому Антоніо Альбанезе постав перед публікою як майстер перевтілення, створив цілий ряд комічних і пародійних персонажів.
Дебют в кіно — фільм «Душа розділена навпіл» (італ. «Un'anima divisa in due») (1993).
У 1996 році виступив як режисер і сценарист фільму «Весна на велосипеді», у якому виконав роль Антоніо.
Живе з дружиною і дочкою в Болоньї, Італія.

## Фільмографія
- 2011 — «Та й нехай»